# 장성소방서
장성소방서(長城消防署, Jangseong Fire Station)는 전라남도 장성군을 관할하는 전라남도 소방본부 산하의 소방서이다.
소방서장은 소방정으로 보한다.

## 조직
| - 소방행정과 | - 대응구조과 | - 예방안전과 |

## 연혁
- 1994년 6월 30일 나주소방서 장성파출소개소
- 2004년 2월 17일 담양소방서 삼계파출소개소
- 2007년 담양소방서 장성119안전센터 삼계119안전센터명칭변경
- 2018년 1월 1일  담양소방서 장성119구조대발대
- 2019년 2월 11일 장성소방서 업무개시
- 2019년 4월 15일 장성소방서 개서
- 2023년 1월 16일 동화119지역대 신설

## 역대서장
- 제1대 박동하(초대)
- 제2대 구동욱
- 제3대 최인석
- 제4대 문삼호
- 제5대 이달승

## 관할센터 및 관할구역
- 장성119안전센터:장성읍,남면,북이면,북일면,북하면,서삼면,진원면
- 북이119지역대:북이면,북일면,북하면
- 주소:전남 장성군 장성읍 단풍로 204
- 삼계119안전센터:삼계면,삼서면,동화면,황룡면
- 동화119지역대:동화면
- 주소:전남 장성군 삼계면 영장로 1632
- 장성소방서119구조대:장성군전역
- 주소:전남 장성군 장성읍 단풍로 204